# Alaina Coates
Pour les articles homonymes, voir Coates.
Alaina Coates, née le 7 avril 1995 à Irmo, en Caroline du Sud aux États-Unis, est une joueuse de basket-ball américaine. Elle joue au basket-ball universitaire pour l'équipe des Gamecocks de la Caroline du Sud avec laquelle elle remportera le championnat NCAA en 2017. Coates est draftée en 2017 par le Sky de Chicago en 2e position. Elle a aussi joué en WNBA pour les Lynx du Minnesota, le Dream d'Atlanta, les Mystics de Washington et le Fever de l'Indiana. Coates joue en europe pour l'équipe de Sopron Basket, Nesibe Aydın GSK et Galatasaray SK.

## Biographie

### Jeunesse
Alaina Coates est née à Irmo, en Caroline du Sud, ses parents sont Gary et Pamela Coates. Elle a un frère aîné, Gary. Elle a connu une brillante carrière au lycée. Coates est sélectionné dans les équipes McDonald's et Parade All-American. Elle a été choisie comme joueuse de l'année Gatorade de Caroline du Sud 2013, joueuse de l'année de classe 4A de la South Carolina Basketball Coaches Association (SCBCA), Charlotte Observer South Carolina Miss Basketball, et est devenue trois fois SCBCA Class 4A all-state selection.
Au cours de sa saison senior, elle a affiché 20,1 points, 11,6 rebonds et 3,6 blocs par match tout en menant son équipe à deux championnats d'État consécutifs en 2012 et 2013 où elles finissent la saison invaincue, 29 victoires pour 0 défaite.

### Carrière universitaire
Après avoir reçu des offres des universités du Tennessee et de la Géorgie, elle a finalement choisi l'université de Caroline du Sud pour jouer dans l'équipe de sa ville natale les Gamecocks. Elle est ensuite devenue une joueuse 4x All-SEC et All-American. Coates a joué un rôle crucial en aidant la Caroline du Sud à devenir l'une des meilleures équipes universitaires du pays.

#### Senior
Au cours de sa saison senior, Coates s'est blessée à la cheville, ce qui lui a fait manquer le tournoi SEC et le championnat national de Caroline du Sud. Coates a terminé la saison avec une moyenne de 13,4 ppg et 11,1 rpg.

### Carrière professionnelle

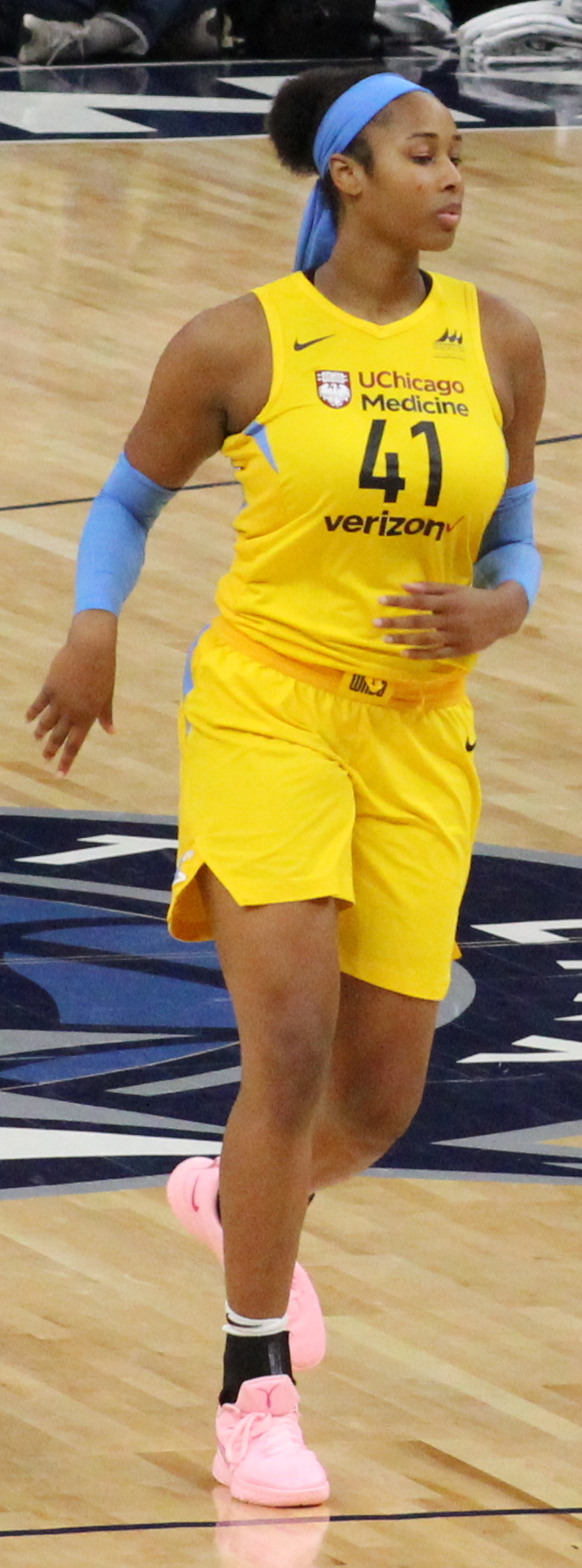
Alaina Coates en 2018.

Choisie en deuxième position de la draft WNBA 2017 par le Sky de Chicago, elle doit renoncer à sa première saison WNBA en raison d'une opération à la cheville. En février 2018, Coates a officiellement signé avec le Sky.
Lors de sa première saison, elle ne réussit que 3,4 points et 3,2 rebonds en 32 rencontres et n'est pas conservée par le Sky. Elle signe au Lynx du Minnesota, mais est remerciée en cours de saison avant d'être signée par le Dream d'Atlanta. Non conservée par le Dream en 2020, elle signe avec les Mystics de Washington.

### Vie personnelle
Son oncle Ben Coates est un ancien joueur de football américain des Ravens de Baltimore.

## Palmarès
- Championne NCAA 2017

## Pour approfondir